# Bande Nere (metropolitana di Milano)
Bande Nere è una stazione della linea M1 della metropolitana di Milano.

## Storia
La stazione entrò in servizio il 18 aprile 1975, all'apertura del prolungamento da Gambara a Inganni. Nei progetti della metropolitana risalenti al 1953 il capolinea meridionale della linea M1 si sarebbe trovato proprio a Bande Nere: questo non avvenne, e Gambara assunse questo ruolo fino al 1975.

## Strutture e impianti
La stazione è situata in piazzale Giovanni dalle Bande Nere, all'interno del territorio comunale di Milano. Si tratta di una stazione sotterranea. Fa parte della diramazione Bisceglie.
La stazione rientra nell'area urbana della metropolitana milanese.

## Interscambi
Nelle vicinanze della stazione effettuano fermata alcune linee urbane automobilistiche, gestite da ATM.
- Fermata autobus

## Servizi
La stazione dispone di:
- Accessibilità per portatori di handicap
- Scale mobili
- Emettitrice automatica biglietti
- Stazione video sorvegliata